# Херпес зостер
Херпес зостер е вирусно заболяване, причинено от същия вирус, който причинява варицела. Варицелата се появява като заразна болест най-често до 10-годишна възраст. След преминаване на заболяването вирусите остават в латентно (скрито) състояние в нервната система.
Всеки, прекарал варицела, има риск от развиване на херпес зостер, който нараства с възрастта, най-вече след 50-ата година. Отслабената имунна система вследствие на определени медицински състояния или медикаменти също е предразполагащ фактор.

## Симптоми
- болезнен обрив,
- мехури,
- сърбеж, изтръпване или парене преди обрива,
- умора,
- треска,
- главоболие.